# Preußen Hindenburg
Preußen Hindenburg (pisownia zastępcza Preussen Hindenburg, znany również jako Preußen Zaborze, Borussia Zaborze) – niemiecki klub piłkarski powstały w 1910 roku w Zabrzu, w II Rzeszy Niemieckiej. Rozwiązany w 1945 roku.

## Historia
Klub powstał w 1910 roku w Zaborzu (od 1927 r. dzielnica Zabrza, nazwanego wówczas Hindenburg). W 1912 roku w drużynie grali: Josef Witetzki, Hans Cieslik, Lepiorz, Schmidt, Sczesny, Larisch, Kurek, Edward Wissianowski, Franz Wissianowski, Hans Suss, Wochnik, Roman Moritz. W 1913 roku klub miał 93 członków i trzy drużyny seniorów. W czasie I wojny światowej 14 żołnierzy-piłkarzy klubu zginęło na wojennych frontach. W 1923 klub liczył ponad pół tysiąca członków, miał 5 zespołów seniorów i 6 juniorów. Działała tu także sekcja lekkoatletyczna oraz piłki ręcznej. Do Preussen przyłączono klub Sportfreunde Zaborze. W sezonie 1928 piłkarze zostali mistrzem niemieckiej części Górnego Śląska, zajęli również 3 miejsce w Mistrzostwach Południowo-Wschodnich Niemiec (niem: Sud-Ost-Deutschland). W drużynie grali wtedy: Skwara – Skiba, Kaczmarczyk – Lasotta, Kampa, Hanke – Czichon, Muschalik, Clements, Palluschinski, Paschek. W następnym sezonie: 1929 klub wraz z Beuthen 09 – mistrzem Górnego Śląska – dostał się do dalszych rozgrywek, zostając Mistrzem Południowo-Wschodnich Niemiec. Jednak w następnym meczu (rozgrywki o Mistrzostwo Niemiec) klub przegrał 1:8 z Herthą Berlin. W następnym sezonie 1929/1930 Preussen Hindenburg został trzeci raz mistrzem niemieckiej części Górnego Śląska i zajął też trzecie miejsce w mistrzostwach południowo-wschodnich Niemiec. Miejsce bramkarza Skwary, który przeniósł się do Berlina, zajął Berthel Bonk, późniejszy zawodnik akademickiej reprezentacji Niemiec. W sezonie 1930/1931 Preussen zdobył czwarte swoje mistrzostwo niemieckiej części Górnego Śląska, a także czwarte miejsce w mistrzostwach południowo-wschodnich Niemiec. W następnych latach klub osłabł. W sezonie 1933/1934 uplasował się na 7 miejscu w "Gauliga Schlesien" (śląskiej lidze), w sezonie 1934/1935 na 8 pozycji, w sezonie 1935/1936 na 2 pozycji, w sezonie 1936/1937 na 6 pozycji, w sezonie 1937/1938 na 3 pozycji, w sezonie 1938/1939 na 2 pozycji, w sezonie 1939/1940 na 2 pozycji (w grupie Oberschlesien), w sezonie 1940/1941 na 5 pozycji, a w sezonie 1941/1942 zajął ostatnie miejsce w "Gauliga Oberschlesien". W sezonie 1943/1944 klub wszedł z powrotem do ligi górnośląskiej plasując się na 4 miejscu. Pod koniec lat 30. XX wieku grali w drużynie: Gerhard Molata – Ginter Schendzielorz, Ginter Pawelczyk – August Kutschka, Alojzy Drzyzga, Florian Bismor – Gerhard Fillusch II, Adolf Obstoj, Kurt Dankert, Rudolf Fillusch I, Friedrich Buchczik. Z tego zespołu w powojennej Pogoni Zabrze grali Pawelczyk, Drzyzga, Dankert i Buchczik. Zespół SC Preußen Hindenburg rozegrał swój ostatni mecz w styczniu 1945 roku, potem klub został rozwiązany.

## Sukcesy
- Mistrz Południowo-Wschodnich Niemiec (x1): 1929
- 3 miejsce w Mistrzostwach Południowo-Wschodnich Niemiec (x2): 1928, 1930
- Mistrz niemieckiej części Górnego Śląska (x3): 1928, 1930, 1931

## Zawodnicy
- Florian Bismor – reprezentant niemieckiego Górnego Śląska
- Berthel Bonk – reprezentant Niemiec (akademicki)
- Kurt Hanke – reprezentant Niemiec
- Erich Kampa – reprezentant niemieckiego Górnego Śląska